# 岡山県道64号矢掛寄島線
岡山県道64号矢掛寄島線（おかやまけんどう64ごう やかげ よりしません）は、岡山県小田郡矢掛町と浅口市を結ぶ県道（主要地方道）である。

## 概要
本路線の一部は、新見市の中国自動車道新見ICと浅口市の山陽自動車道鴨方ICを結ぶ岡山県西部総合開発基幹道路の構成路線でもある。

### 路線データ
- 起点: 小田郡矢掛町矢掛（国道486号[注 1]矢掛町元町交差点）
- 終点: 浅口市寄島町（岡山県道47号倉敷長浜笠岡線交点）
- 実延長: 24.0 km [1]
- 道路管理者: 岡山県 （備中県民局井笠地域事務所）

## 歴史
前身は、岡山県道64号鴨方矢掛線および岡山県道286号小坂西寄島線の各一部分と、岡山県道155号地頭上矢掛線の全部分。

### 年表
- 1993年（平成5年）5月11日 - 建設省から、県道地頭上矢掛線・県道鴨方矢掛線の一部・県道小坂西寄島線の一部が矢掛寄島線として主要地方道に指定される[3]。
- 1994年（平成6年）4月1日 - 岡山県告示第250号により認定。
- 2000年（平成12年）8月10日 - 遙照山トンネルが開通。[要出典]
- 2006年（平成18年）3月21日 - 浅口郡のうちの3町（鴨方町、寄島町、金光町）が対等合併して浅口市が成立。
- 2011年（平成23年）12月28日 - 岡山県告示第651号・652号により寄島バイパスが全線開通[4]。
- 2014年（平成26年）3月7日 - 岡山県告示第105号により寄島バイパスに並行する旧道が浅口市道に移行[5]。
- 2016年（平成28年）4月28日 - 終点部（浅口市寄島町）の交差点に中国・四国地方では初となるラウンドアバウト（環状交差点）を導入し、運用開始[6]。

## 路線状況
全線の車線数は1.5車線〜4車線。起点の国道486号から浅口市鴨方町地頭上までは2車線化改良済み。それ以南は広狭入雑じる道幅が浅口市寄島町に入るまで続く。浅口市鴨方町鴨方では古い民家や商店の建ち並ぶ地域を通るため、その区間を迂回させるために岡山県道155号鴨方矢掛線や浅口市道を迂回する経路への誘導が道路案内標識により行われている。浅口市寄島町では寄島バイパスが整備され、岡山県道47号倉敷長浜笠岡線と接続する終点付近では4車線となっている。

### 重複区間
- 岡山県道155号鴨方矢掛線（浅口市鴨方町地頭上）
- 国道2号（浅口市鴨方町六条院中 - 浅口郡里庄町里見）
- 岡山県道431号六条院東里庄線（浅口市鴨方町六条院西）

### 道路施設
弦橋
小田郡矢掛町の矢掛と里山田を結ぶ。延長 167 m 、幅員 6 m 、小田川に架かる。
遙照山トンネル
小田郡矢掛町南山田と浅口市鴨方町本庄を結ぶ。延長 1,210 m 、地蔵峠をショートカット。
鴨方跨線橋
浅口市鴨方町六条院中にある。延長 108 m 、幅員 8.2 m 、JR山陽本線 および 国道2号を跨ぐ。

### 並行する旧街道
- 地蔵峠越えの道 ‐ 旧 山陽道の矢掛宿と 旧 鴨方往来の鴨方藩を結んでいた。
- 旧 寄島往来 ‐ 旧 鴨方往来と寄島を結んでいた。その名残で国道2号「手ノ際交差点」の北方にある岡山県道286号里庄地頭上線のJR山陽線踏切は「寄島街道踏切」となっている。

## 地理

### 通過する自治体
- 小田郡矢掛町
- 浅口市
- 浅口郡里庄町
- 浅口市

### 交差する道路
- 国道486号[注 1] （小田郡矢掛町矢掛・矢掛町元町交差点、起点）
- 岡山県道64号矢掛寄島線 遙照山旧道（浅口市鴨方町地頭上）
- 岡山県道155号鴨方矢掛線（浅口市鴨方町地頭上・本庄橋交差点）
- 岡山県道155号鴨方矢掛線（浅口市鴨方町地頭上・鴨方IC西交差点）
- 岡山県道60号倉敷笠岡線（浅口市鴨方町鴨方・鴨方町本町交差点）
- 岡山県道194号鴨方停車場線（浅口郡里庄町里見）
- 岡山県道434号小坂西六条院中線（浅口郡里庄町里見）
- 国道2号（浅口市鴨方町六条院中・鴨方跨線橋交差点）
- 国道2号・岡山県道286号里庄地頭上線（浅口郡里庄町里見・手ノ際交差点）
- 岡山県道431号六条院東里庄線（浅口市鴨方町六条院西）
- 岡山県道431号六条院東里庄線（浅口市鴨方町六条院西）
- 岡山県道406号寄島笠岡線（浅口市寄島町）
- 岡山県道47号倉敷長浜笠岡線（浅口市寄島町、終点）

遙照山旧道
- 岡山県道382号本庄玉島線（浅口市鴨方町本庄、起点）
- 岡山県道286号里庄地頭上線 （浅口市鴨方町地頭上）
- 岡山県道64号矢掛寄島線 本線 （浅口市鴨方町地頭上、終点）

### 沿線にある施設など
- 井原警察署矢掛幹部派出所
- 自然科学研究機構国立天文台岡山天体物理観測所
- 岡山県立鴨方高等学校
- 浅口市役所
- おかやま山陽高等学校
- 小田川
- 旧 山陽道矢掛宿の町並み
  - 矢掛本陣
- 遙照山
  - 岡山天文博物館
- 旧 鴨方往来鴨方藩の町並み
  - かもがた町家公園
- 天草総合公園
- 龍城院
- 大浦神社
- アッケシソウ自生地
- 寄島園地
- 青佐鼻海岸

### 主な峠
- 地蔵峠 （小田郡矢掛町南山田 および 浅口市鴨方町本庄） ‐ 遙照山トンネルが開通する以前は本路線最大の難所となっていた。